# Euoticus
Euoticus Gray, 1863 è un genere di primati strepsirrini della famiglia Galagidae, diffusi in Africa centrale, dove colonizzano le foreste decidue secche.
Il nome comune degli appartenenti a questo genere è galagoni dalle unghie ad ago, in riferimento alla particolare conformazione delle unghie di questi animali.

## Tassonomia
Al genere sono ascritte due specie:
- Euoticus elegantulus - galagone dalle unghie ad ago meridionale
- Euoticus pallidus - galagone dalle unghie ad ago settentrionale